# Йол
Вижте пояснителната страница за други значения на Йол.
Йол (на английски: Youghal, [ˈjɔːl] или [ˈjɒhəl] Йо̀хъл; на ирландски: Eochaill, [ˈɔxəʎ]) е град в южна Ирландия, графство Корк на провинция Мънстър. Разположен е около устието на река Блакуотър на едноименния залив Йол на Атлантическия океан. Има крайна жп гара на линията Корк-Йол, която е открита на 1 май 1860 г. През 1209 г. получва статут на град. Сър Уолтър Роли е бил кмет на града от 1588 г. до 1599 г. Населението му е 6393 жители от преброяването през 2006 г. 